# Skeberga
Skeberga är en bebyggelse vid länsväg 288 i Stavby socken i Uppsala kommun. Från 2015 avgränsar SCB här en småort.